# Saint-Martin-Terressus
Saint-Martin-Terressus – miejscowość i gmina we Francji, w regionie Nowa Akwitania, w departamencie Haute-Vienne.
Według danych na rok 1990 gminę zamieszkiwało 456 osób, a gęstość zaludnienia wynosiła 19 osób/km² (wśród 747 gmin Limousin Saint-Martin-Terressus plasuje się na 268. miejscu pod względem liczby ludności, natomiast pod względem powierzchni na miejscu 265.).

## Populacja

Populacja Saint-Martin-Terressus w latach 1962–2008